# تپه خوجه قوشچی
تپه خوجه قوشچی در شهرستان ترکمن، بخش گمیشان، روستای بصیر آباد واقع شده و این اثر در تاریخ ۷ مرداد ۱۳۸۲ با شمارهٔ ثبت ۹۳۴۲ به‌عنوان یکی از آثار ملی ایران به ثبت رسیده است.